# John Exley
John Onins Exley Junior, surnommé The Iron man né le 23 mai 1867 à Philadelphie et mort le 27 juillet 1938 à Milford dans l'État américain du Delaware est un rameur d'aviron américain. Il est membre du Phildalephia Barge Club puis Vesper Boat Club, basés tous deux à Philadelphie, dans l'État de Pennsylvanie.
Il a remporté deux médailles d'or en huit aux Jeux olympiques d'été. La première en 1900 à Paris puis la deuxième en 1904 à Saint-Louis. Exley a aussi remporté de nombreux titres majeurs dont le championnat national de 1897 à 1899. En 1912, à 45 ans, il prend sa retraite sportive et se consacre au coaching . 